# Autechaux-Roide
Autechaux-Roide ist eine französische Gemeinde mit 497 Einwohnern (Stand: 1. Januar 2022) im Département Doubs in der Region Bourgogne-Franche-Comté.

## Geographie
Autechaux-Roide liegt auf 496 m, etwa 13 Kilometer südlich der Stadt Montbéliard (Luftlinie). Das Dorf erstreckt sich im nördlichen Jura, auf einem Geländevorsprung über dem Tal des Roide nördlich der Lomontkette und östlich des Doubstals.
Die Fläche des 6,56 km² großen Gemeindegebiets umfasst einen Abschnitt des nördlichen französischen Juras. Der nördliche Teil des Gebietes wird vom Vorsprung von Autechaux und der leicht gewellten Tafeljurahochfläche bestehend aus Sequan- und Kimmeridgekalken eingenommen. Letztere liegt auf durchschnittlich auf 560 m und ist überwiegend von Acker- und Wiesland bestanden. Mit 575 m wird bei Écurcey die höchste Erhebung von Autechaux-Roide erreicht. Die östliche Abgrenzung liegt am Rand der Hochplateaus von Blamont.
Im Süden umfasst das Gebiet das rund 150 m tief in die umgebenden Hochflächen eingesenkte Tal des Roide. Der Bach entspringt unterhalb des Vorsprungs von Autechaux und entwässert das Gebiet nach Westen zum Doubs. Seine Hänge werden, insbesondere auf der Südseite, durch verschiedene Erosionsrinnen untergliedert, darunter die Combe des Eaux (Westgrenze), die Combe du Paigre, die Combe du Girardot und die Combe Jorbey. Die Talhänge sind überwiegend bewaldet und an verschiedenen Orten von Kalkfelsbändern durchzogen. Die südliche Grenze verläuft entlang dem Nordhang der Lomontkette.
Zu Autechaux-Roide gehören neben dem eigentlichen Ort auch die Siedlungen:
- Roide (380 m) im Tal des Roide
- La Crochère (392 m) im Tal des Roide

Nachbargemeinden von Autechaux-Roide sind Écurcey im Norden, Roches-lès-Blamont und Blamont im Osten, Pierrefontaine-lès-Blamont im Süden sowie Pont-de-Roide-Vermondans im Westen.

## Geschichte
Seit dem Mittelalter gehörte der Hauptteil von Autechaux zur Herrschaft Blamont (im Besitz der Herren von Neuchâtel), während sich der restliche Teil unter der Hoheit der Grafen von Montbéliard befand. Nachdem das gesamte Dorf 1506 unter die Oberhoheit dieser Grafen gekommen war, wurde die Reformation eingeführt und die Dorfkirche im oben gelegenen Autechaux, unter dem Patrozinium Saint-Ferréol et Saint-Ferjeux, wurde 1541 lutherisch. Die Kirche wurde 1615 repariert.
Als Teil der Herrschaft Blamont, die eine der vier Herrschaften des Fürstentums Württemberg-Mömpelgard (Montbéliard) bildete und 1699 von Frankreich annektiert wurde, gelangte Autechaux 1748 vertraglich endgültig an Frankreich. Im Jahre 1700 ordnete die französische Regierung das Simultaneum an, demnach die lutherische Gemeinde den Chor ihrer Kirche den Katholiken für deren Messen zu überlassen hatte. Das Simultaneum endete 1792, nach Anerkennung der Lutheraner durch die Republik. Um eine Verwechslung mit anderen gleichnamigen Gemeinden zu vermeiden, wurde Autechaux im Jahr 1922 offiziell in Autechaux-Roide umbenannt. Heute gehört das Dorf zum Gemeindeverband Pays de Montbéliard Agglomération.

## Bevölkerung
| Jahr                       | 1962 | 1968 | 1975 | 1982 | 1990 | 1999 | 2007 | 2020 |
| -------------------------- | ---- | ---- | ---- | ---- | ---- | ---- | ---- | ---- |
| Einwohner                  | 315  | 348  | 518  | 560  | 541  | 546  | 568  | 516  |
| Quellen: Cassini und INSEE |      |      |      |      |      |      |      |      |

Mit 497 Einwohnern (Stand 1. Januar 2022) gehört Autechaux-Roide zu den kleinen Gemeinden des Départements Doubs. Nachdem die Einwohnerzahl in der ersten Hälfte des 20. Jahrhunderts stets im Bereich zwischen 220 und 260 Personen gelegen hatte, wurde von 1970 bis 1982 ein deutliches Bevölkerungswachstum verzeichnet. Seither verblieb die Einwohnerzahl auf annähernd konstantem Niveau.

## Sehenswürdigkeiten
Die lutherische Dorfkirche im oben gelegenen Autechaux (Église luthérienne, Temple luthérien) stammt aus vorreformatorischer Zeit und wurde 1772 und zuletzt 1834 durchgreifend restauriert. Die Kirche verfügt über zwei Glocken. Die kleine gossen 1667 Hans Ulrich Rodt und Jacob Rodt in Basel, die große schufen 1840 Vater und Sohn J.C Bournez und P.A Bournez.
Von 1862 bis 1867 entstand für die Katholiken am Ort die Kirche Saint-Ferréol et Saint-Fergeux.

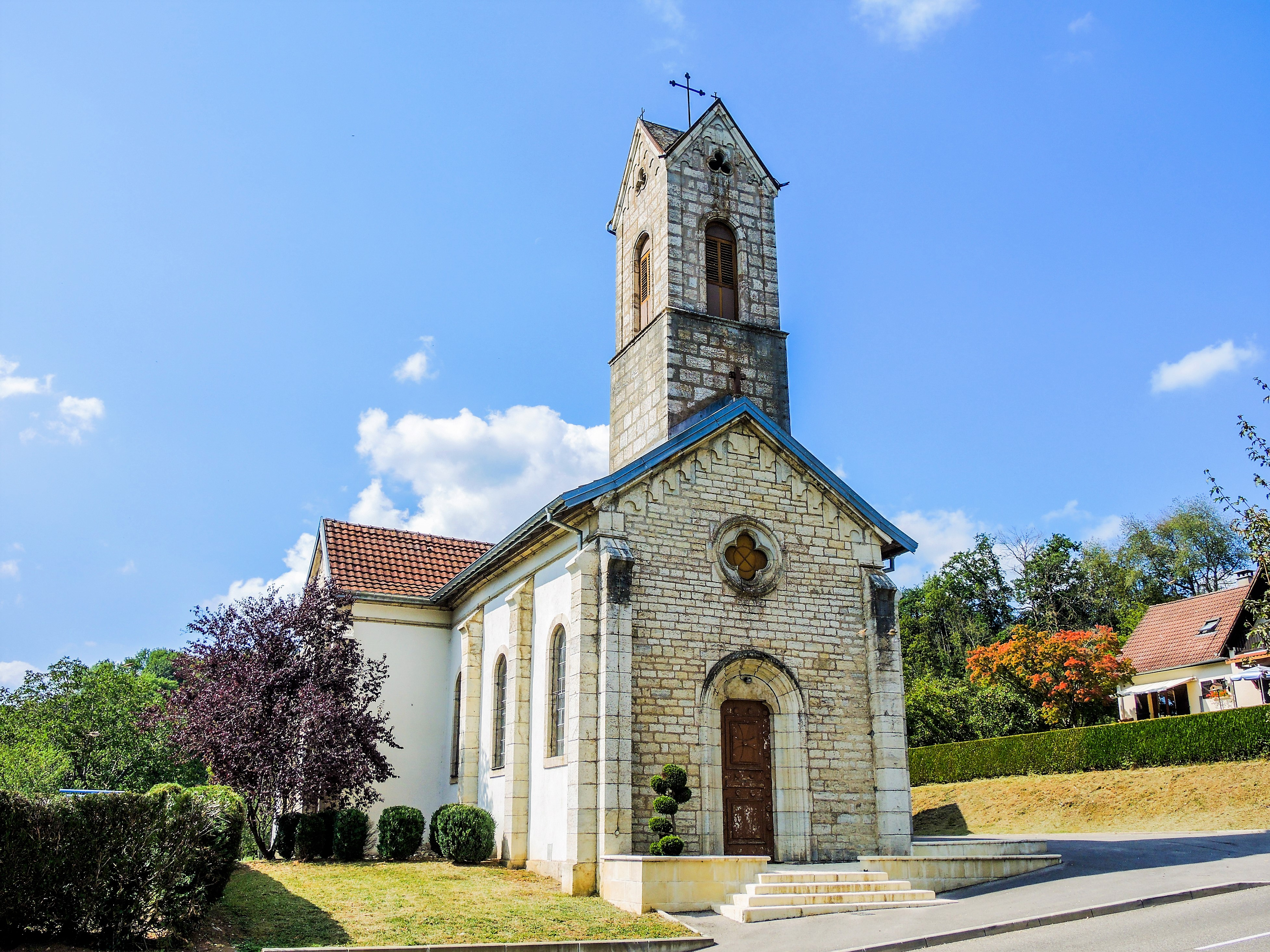
Kirche Saint-Ferréol et Saint-Fergeux
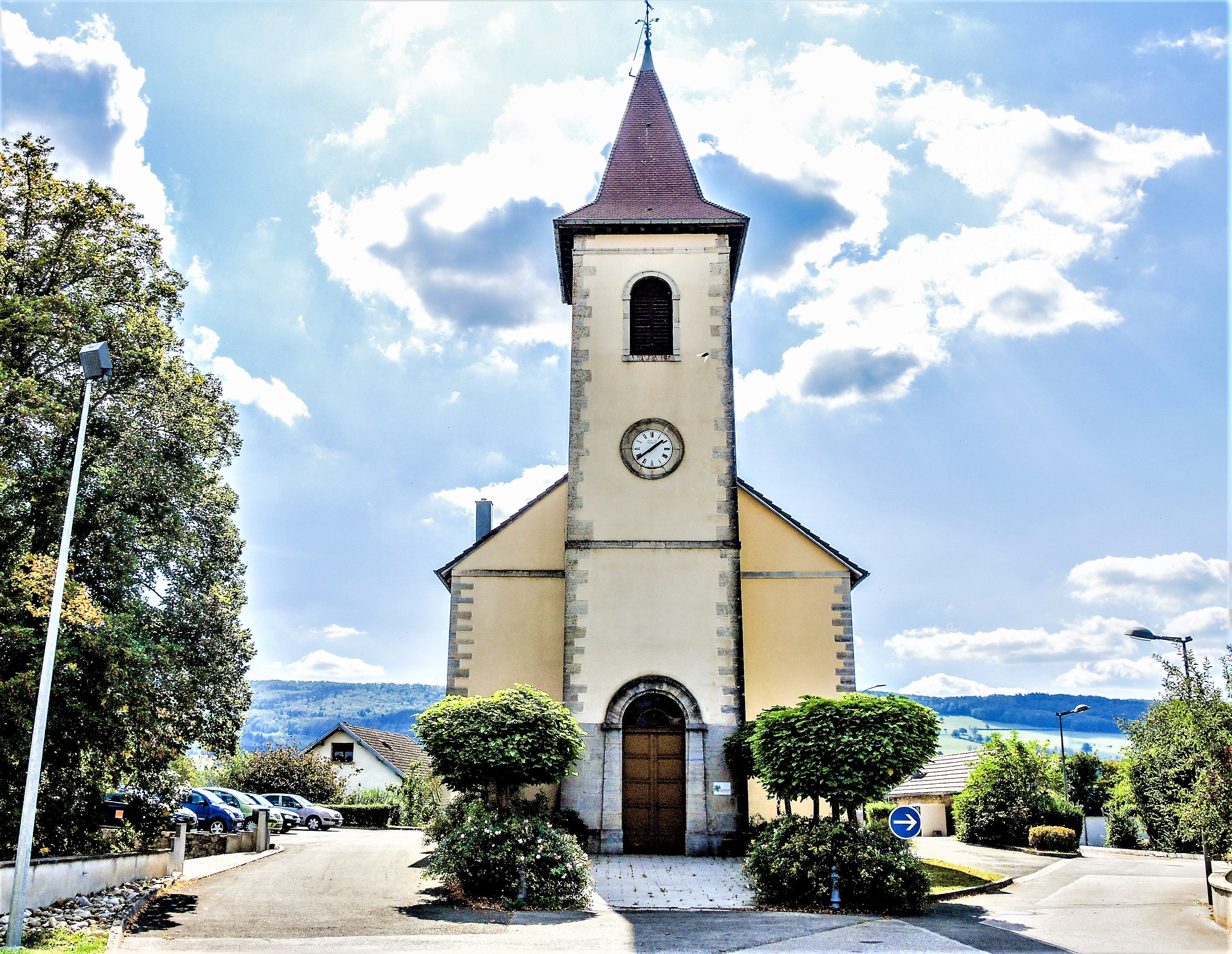
Lutherische Kirche

## Wirtschaft und Infrastruktur
Autechaux war lange Zeit ein vorwiegend durch die Landwirtschaft (Ackerbau, Obstbau und Viehzucht) geprägtes Dorf. Schon seit dem Beginn des 19. Jahrhunderts wurde die Wasserkraft des Roide durch mehrere Mühlen und eine Sägerei genutzt. Heute sind im Tal des Roide verschiedene Unternehmen ansässig, insbesondere in den Branchen Rollladenbau, Décolletage und Tiefbau. Daneben gibt es einige Betriebe des lokalen Kleingewerbes. Viele Erwerbstätige sind auch Wegpendler, die in der Agglomeration Montbéliard ihrer Arbeit nachgehen.
Die Ortschaft liegt abseits der größeren Durchgangsstraßen an einer Departementsstraße, die von Pont-de-Roide-Vermondans nach Hérimoncourt führt. Der nächste Anschluss an die Autobahn A36 befindet sich in einer Entfernung von ungefähr 13 Kilometern. Weitere Straßenverbindungen bestehen mit Écurcey und Pierrefontaine-lès-Blamont.